# SNCF Z 200
De Z 200 vormen een kleine serie van twee metersporige treinstellen voor de Ligne de Cerdagne. Ze worden ingezet als sneeuwschuiver.